# Zorochros amalec
Zorochros amalec là một loài bọ cánh cứng trong họ Elateridae. Loài này được Peyerimhoff miêu tả khoa học năm 1907.